# Heinrich III. (Glogau)
Heinrich III. von Glogau (auch Heinrich I. von Glogau; * 1251/1260; † 9. Dezember 1309) war 1273/74 bis 1309 Herzog von Glogau, 1289 bis 1297 Herzog von Steinau, 1289 bis 1309 Herzog von Sprottau und ab 1304 Herzog von Sagan. 1306 gelangte er an Posen sowie Teile von Großpolen. Er entstammte dem Glogauer Zweig der Schlesischen Piasten.

## Herkunft und Familie
Seine Eltern waren Konrad II. und Salomea, eine Schwester des Herzogs Przemysław I. von Großpolen. 1290 vermählte sich Heinrich mit Mechthild († 1318), einer Tochter des Herzogs Albrecht I. von Braunschweig. Der Ehe entstammten die Kinder:
1. Heinrich IV. († 1342), Herzog von Glogau, Sagan und Steinau; ⚭ 1310 Mathilde († 1323), Tochter des Brandenburger Markgrafen Hermann von Brandenburg
2. Konrad I. († 1366), Herzog von Oels und Cosel; ⚭ 1. 1322 Elisabeth († 1328), Tochter des Breslauer Herzogs Heinrich VI., ⚭ 2. 1328/33 Eufemia († 1376/78), Tochter des Herzogs Wladislaus von Beuthen und Cosel
3. Boleslaus († 1321), Herzog von Oels
4. Johann († 1361/65), Herzog von Steinau; ⚭ 1316/24 Margaretha († 1337), Tochter des Herzogs Bogislaw IV. von Pommern
5. Primislaus II. († 1331), Herzog von Glogau; ⚭ Konstanze († 1360/63), Tochter des Herzogs Bernhard II. von Schweidnitz
6. Agnes († 1361), ⚭ 1309 Herzog Otto III. von Niederbayern († 1312); ⚭ 2. 1329 den Grafen Alram von Hals († 1331)
7. Salomea († 1309)
8. Katharina († 1327), ⚭ 1. Markgraf Johann V. von Brandenburg († 1317); ⚭ 2. 1317/19 Graf Johann III. von Holstein († 1359)
9. Hedwig († um 1309)

## Leben
Nach dem Tod seines Vaters Konrad II. 1273/74 erhielt Heinrich das Gebiet von Glogau, Grünberg, Schwiebus und Fraustadt sowie das Land bis zur Obra und Warthe. Sein Bruder Konrad III. „Köberlein“ erbte Sagan und der Bruder Primislaus/Primko I. Steinau und Sprottau. Nachdem Heinrich IV. von Breslau am 18. Februar 1277 von seinem Onkel Boleslaw II. gefangen genommen und auf die Burg Lähnhaus verschleppt worden war, verbündeten sich Heinrich III. von Glogau und sein Vetter Przemysław II. und kämpften mit ihrer Ritterschaft und dem Breslauer Heer um seine Freilassung, erlitten jedoch am 24. April 1277 zwischen Stolz und Protzan eine Niederlage. Der am 13. Juli des Jahres geschlossene Waffenstillstand kam durch Vermittlung des böhmischen Königs Ottokar II. zustande. Dieser war zwei Tage später zusammen mit seinem diplomatischen Berater und Olmützer Bischof Bruno von Schauenburg in Breslau, wo in Anwesenheit Heinrichs III. von Glogau und anderer Herzöge die die am 22. Juli 1277 erfolgte Freilassung Heinrichs IV. vertraglich beurkundet worden war. Für seinen Einsatz wurde Heinrich III. von Glogau vermutlich mit dem Crossener Land belohnt.
Nach der Steirischen Reimchronik des Ottokar aus der Gaal sollen Heinrich III. von Glogau, der Oppelner Herzog Wladislaus I. und Przemysław II. von Großpolen 1278 an der Seite des Königs Ottokar II. in der Schlacht auf dem Marchfeld gekämpft haben, der dort den Tod fand. Anfang 1281 wurden Heinrich III. von Glogau, Heinrich V. von Liegnitz und Przemysław II. während einer Versammlung in Baritsch bei Jauer von den Brüdern Bolko I. von Schweidnitz und Bernhard von Löwenberg gefangen genommen. Nach einer kurzen Haftzeit in Breslau wurden sie gegen das Versprechen, Bolko und Bernhard gegen jedermann zu verteidigen, freigelassen.
1289 kämpften Heinrich III. von Glogau und dessen Bruder Primislaus/Primko in Kleinpolen wiederum auf Seiten des Breslauer Herzogs Heinrich IV. Dieser hatte nach dem Tod des Krakauer Herzogs Leszek II. 1288 mit dem Einfluss der deutschen Bürgerschaft von Krakau die dortige Herzogswürde erlangt, die er gegen Władysław I. Ellenlang von Kujawien und Bolesław von Płock verteidigen musste. In den Kämpfen 1289 fand Heinrichs Bruder Primislaus bei Siewierz den Tod. Seinen Besitz erbte Heinrich III., der nachfolgend unter anderem den Titel Herzog von Sprottau führte. Im selben Jahr soll er die deutschrechtliche Stadt Guhrau gegründet haben, und ein Jahr später beauftragte er den Lokator Otto von Sprottau, am rechten Ufer der Bartsch die Stadt Herrnstadt nach Saganer und Sprottauer Recht auszusetzen. 1293 veranlasste er die Aussetzung von Festenberg nach Neumarkter Recht.
1290 begründete Heinrich III. in Glogau eine Münze. Im selben Jahr starb Heinrich IV. von Breslau, der keine leiblichen Nachkommen hinterließ. Nach einem kurz vor seinem Tod errichteten Testament sollte Heinrich III. von Glogau das Herzogtum Breslau erben, während Kleinpolen an Przemysław II. fallen und das Glatzer Land an den böhmischen König Wenzel II. zurückgegeben werden sollte. Unmittelbar nach dem Tod Heinrichs IV. trat Heinrich III. von Glogau mit Unterstützung des Breslauer Bischofs Thomas II. die Regierung des Herzogtums Breslau formell an, wobei er zugleich das große Kirchenprivileg Heinrichs IV. bestätigte. Da Heinrich IV. jedoch seine Gebiete Ende der 1270er Jahre als ein Lehen dem römisch-deutschen König Rudolf I. unterstellt hatte und das Herzogtum Breslau nach dem entsprechenden Erbvertrag bei einem kinderlosen Tod Heinrichs IV. als erledigtes Lehen an das Reich fallen sollte, verweigerte die Stadt Breslau Heinrich III. von Glogau den Gehorsam mit einem bewaffneten Widerstand. Obwohl Rudolf I. am 25. September 1290 eine vor Heinrichs IV. Tod zwischen diesem und dem böhmischen König Wenzel II. geschlossene Erbvereinbarung bestätigte, wonach Wenzel II. Heinrichs IV. Nachfolger Herzog von Breslau und Schlesien werden sollte und Rudolf I.  am selben Tag das Herzogtum Breslau an Wenzel II. übertrug, beriefen Stadt und Ritterschaft Heinrich V. von Liegnitz als Nachfolger, der sich daraufhin „Herzog von Schlesien, Herr von Breslau und Liegnitz“ titulierte. Wegen seines Erbanspruchs bekämpfte Heinrich III. von Glogau nun Heinrich V. von Liegnitz, der ihm 1291 aufgrund einer vorläufigen Einigung Groß Wartenberg, Trebnitz, Militsch, Sandewalde und Auras sowie Steinau, Naumburg, Bunzlau und Gießmannsdorf überlassen musste.
Nach dem Tod des Breslauer Bischofs Thomas II. 1292 wählte ein Teil des Breslauer Domkapitels Heinrichs Bruder Konrad, der das Amt des Breslauer Dompropstes bekleidete, zu dessen Nachfolger. In einem ungewöhnlichen Verfahren wurde jedoch der ebenfalls dem Domkapitel angehörende Johann III. Romka gewählt. Dagegen wandte sich Heinrich von Glogau, dessen Hoffnung, nach der Wahl seines Bruders an dessen Saganer Gebiet zu gelangen, enttäuscht worden war. Wegen seiner Feindseligkeiten wurde er von Bischof Romka kurzfristig mit dem Kirchenbann belegt und musste 1293 die der Kirche erteilten Privilegien neu bestätigen. Im selben Jahr brachen die Streitigkeiten um das Erbe Heinrichs IV. von Breslau zwischen Heinrich V. von Liegnitz und Heinrich III. von Glogau erneut aus. Durch Verrat gelang es Heinrich von Glogau, Heinrich V. von Liegnitz gefangen zu nehmen und zu entführen. Erst am 6. Mai 1294 konnte sich Heinrich V. aus der grausamen Gefangenschaft dadurch freikaufen, dass er Heinrich von Glogau fast das ganze rechts der Oder liegende Gebiet mit den Städten Oels, Bernstadt, Konstadt, Namslau, Kreuzburg, Pitschen sowie Guhrau abtrat. Zudem musste sich Heinrich V. unter anderem zum Verzicht auf Rache verpflichten sowie dazu, entlang der Grenze zu Glogau keine Burgen anzulegen. Nach dem Tod Heinrichs V. 1296 musste Heinrich von Glogau einen Teil der diesem 1294 mit Gewalt abgenommenen Gebiete an Bolko I. von Schweidnitz, den Vormund der Kinder Heinrichs V., zurückgeben.
Als Vetter des kinderlosen Herzogs Przemysław II. von Großpolen besaß Heinrich III. von Glogau auch Ansprüche auf dessen Erbe. Wegen dieser Gebietsansprüche rivalisierten mit ihm der Schweidnitzer Herzog Bolko I. und Herzog Władysław I. Ellenlang von Kujawien. Nach der Krönung Przemysławs II. 1295 zum polnischen König meldete Heinrich III. von Glogau auch Ansprüche auf die polnische Krone an. Nachdem Przemysław II. bereits am 8. Februar 1296 ermordet worden war und der großpolnische Adel trotz der Ansprüche Heinrichs von Glogau und der Markgrafen von Brandenburg als ihren Herzog Władysław I. Ellenlang anerkannt hatte, versuchte Heinrich von Glogau eine Einigung mit diesem. Gegen Heinrichs angebotenen Verzicht auf den polnischen Königstitel verpflichtete sich Władysław I. Ellenlang, an Heinrich das großpolnische Gebiet westlich der Obra abzutreten sowie Heinrichs gleichnamigen Sohn Heinrich IV. zu adoptieren und diesem die Herrschaft Posen zu übertragen. Da dieser Vertrag von Władysław I. Ellenlang nicht eingehalten wurde, befeindeten sich beide erneut. Heinrich wandte sich daraufhin Böhmen zu und nahm 1297 an der Krönung Wenzels II. in Prag teil.
Da die polnische Geistlichkeit Heinrich von Glogau in dessen Kampf gegen Władysław I. Ellenlang unterstützte, verpflichtete sich Heinrich am 24. Juni 1298 in Kosten, die Privilegien der Bistümer Gnesen, Posen und Kujawien zu schützen. Außerdem versprach er, falls er mit Hilfe der Bischöfe zum König von Polen gewählt werden sollte, das königliche Kanzleramt immer beim Bistum Posen zu belassen. Zu einer Realisierung dieser Pläne kam es jedoch nicht, da die Bemühungen des böhmischen Königs Wenzel II. um die polnische Krone zum Erfolg führten und er im August 1300 in Gnesen zum polnischen König gekrönt wurde.
Nach dem Tod seines Bruders Konrad am 11. Oktober 1304 erbte Heinrich III. dessen Herzogtum Sagan. Erst nach dem Tod von König Wenzels II. gleichnamigem Sohn Wenzel III., der am 4. August 1306 in Olmütz einem politischen Mord zum Opfer fiel, konnte Heinrich von Glogau seine polnischen Ansprüche teilweise durchsetzen und Posen sowie das restliche Großpolen in seine Hand bringen. 1307 stiftete er in Glogau das Heilig-Kreuz-Kloster der Klarissen, das auch als Jungfrauenkloster bezeichnet wurde, starb jedoch schon zwei Jahre später. Sein Leichnam wurde in der Klosterkirche des Zisterzienserklosters Leubus beigesetzt.
Heinrichs umfangreichen Besitz erbten seine fünf Söhne, die ihn unter der Vormundschaft ihrer Mutter Mechthild von Braunschweig bis 1312 gemeinsam verwalteten und danach teilten. 1314 verloren sie ihre großpolnischen Gebiete an Władysław I. Ellenlang.